# Липица (Сърбия)
Липица (на сръбски: Липица) е село в Сърбия, разположено в община Тутин, Рашки окръг. Намира се на 1096 метра надморска височина. Населението му според преброяването през 2011 г. е 36 души. При преброяването на населението през 2002 г. има 82 жители, от тях: 82 (100,00 %) бошняци.

## Население
Численост на населението според преброяванията през годините:
- 1948 – 164 души
- 1953 – 172 души
- 1961 – 168 души
- 1971 – 154 души
- 1981 – 137 души
- 1991 – 91 души
- 2002 – 82 души
- 2011 – 36 души